# Reino de Ruanda
O Reino de Ruanda ou Reino do Ruanda foi um Estado nacional pré-colonial localizado no centro do continente africano, na região dos Grandes Lagos.
Fundado originalmente no século XI por um grupo pastoral, os tútsis, ocupava aproximadamente o território controlado pelo Estado moderno de Ruanda. O reino tornou-se gradualmente subjugado por interesses coloniais europeus a partir de 1890. Ruanda se tornou uma república após um golpe de Estado depois do referendo de 1961.

## Pré-colonização
No século XV, um rei local conseguiu incorporar vários de seus vizinhos que estabelecem no Reino de Ruanda, que dominou a maior parte do que hoje é considerado o Ruanda. A maioria hútus, 82-85% da população, eram em sua maioria camponeses pobres, enquanto os reis, conhecidos como Mwamis, geralmente eram tútsis. Certamente alguns hútus foram nobres e, igualmente, certamente, uma miscigenação considerável ocorreu.
Antes do século XIX, acreditava-se que os tútsis tinham poder militar, enquanto os hútus possuíam poderes sobrenaturais. O conselho de assessores (abiiru) do Mwami era exclusivamente Hútu de dominou significativo. Por meados do século XVIII, no entanto, o abiiru tinha se tornado cada vez mais marginalizado.
Como os reis centralizaram o seu poder e a autoridade, distribuindo terras entre os indivíduos, em vez de permitir que ela seja transmitida através de grupos de linhagem, dos quais muitos chefes hereditários haviam sido hútus. A maioria dos chefes nomeados pelos Mwamis eram tútsis. A redistribuição de terras, promulgada entre 1860 e 1895 pelo Mwami Rwabugiri, que resultou em um sistema imposto de patronagem, sob o qual nomeou chefes tútsis que exigiram trabalho manual em troca do direito dos hútus para ocupar suas terras. Este sistema deixou os hútus em um estado de escravidão-legal com os chefes tútsis como seus senhores feudais.
Sob o Mwami Rwabugiri, Ruanda tornou-se um estado expansionista. Rwabugiri não se preocupou em avaliar as identidades étnicas dos povos conquistados e simplesmente rotulou todos eles de "hútus". O título de "hútu", portanto, passou a ser uma identidade transétnica associada à subjugação. Enquanto privava os direitos dos hútus socialmente e politicamente, isso ajudou a solidificar a ideia de que os "hútus" e os "tútsis" eram socioeconomicamente, não étnicos. Na verdade, um indivíduo podia submeter-se à kwihutura, ou seja, ele podia despir-se da sua identidade hútu, se acumulasse suficiente riquezas e subisse na hierarquia social hierarquia social.